# Пранђарела (Кјети)
Пранђарела (итал. Prangiarella) је насеље у Италији у округу Кјети, региону Абруцо.
Према процени из 2011. у насељу је живело 95 становника. Насеље се налази на надморској висини од 92 м.